# Jacobsbaai
Jacobsbaai is een klein dorp in de regio West-Kaap in Zuid-Afrika. De plaats is gelegen in de gemeente Saldanhabaai.